# Thomas Feser
Thomas Feser (* 7. März 1965 in Gau-Algesheim) ist ein deutscher Politiker der Christlich Demokratischen Union Deutschlands. Am 22. April 2012 wurde er zum Oberbürgermeister der Stadt Bingen gewählt. Er siegte dabei mit einem Ergebnis von 51,8 % über seinen Mitbewerber Michael Hüttner (SPD), der 44,5 % der Stimmen erhielt. Zwischen 2004 und 2012 war Thomas Feser bereits Bürgermeister der Stadt Bingen am Rhein und Dezernent für Schulen, Jugend, Soziales, Stadtbauamt, Umwelt, Stadtsanierung einschl. Sanierungsplanung und Städtepartnerschaften (Dezernat II).

## Leben
Thomas Feser wuchs in einer Winzerfamilie in Ockenheim auf.
Feser, der bereits in jungen Jahren von der christlichen Soziallehre fasziniert war, absolvierte ein Studium zum Diplom-Sozialpädagogen. Von 1990 bis 1992 war er Geschäftsführer der CDU-Kreisverbände Mainz und Mainz-Bingen. Er wirkte von 1999 bis 2004 als ehrenamtlicher Kreisbeigeordneter und damit stellvertretender Landrat des Kreises Mainz-Bingen bei Landrat Claus Schick. Von 2004 bis 2009 war Feser zunächst hauptamtlicher, dann nebenberuflicher Geschäftsführer bei „BIG – das Magazin“. In dieser Zeit hat er das Magazin zum heutigen „Rheinland-Pfalz- & Rheingau-Magazin“ weiter entwickelt.
Als Nachfolger von Birgit Collin-Langen, die seit März 2012 Mitglied des Europäischen Parlaments ist, übte er das Vertretungsrecht für die Oberbürgermeisterin bis zu seiner Amtseinführung als neuer Oberbürgermeister aus. Feser trat ebenfalls als Kandidat dieser Wahl an. Bei der Wahl am 22. April 2012 setzte er sich mit 51,8 % gegen den mit 44,5 % Zweitplatzierten, MdL Michael Hüttner von der SPD durch. Die Wahlbeteiligung betrug 50,3 %.
Im November 2019 trat Feser für eine weitere Amtszeit an. Im ersten Wahlgang am 10. November wurde er mit 46,9 % stärkster Kandidat und trat in der Stichwahl am 24. November erneut gegen Michael Hüttner an. Er setzte sich in der Stichwahl mit 51,4 % durch und bleibt damit Oberbürgermeister.